# Palaeoneura turneri
Palaeoneura turneri är en stekelart som beskrevs av Waterhouse 1915. Palaeoneura turneri ingår i släktet Palaeoneura och familjen dvärgsteklar. Inga underarter finns listade i Catalogue of Life.